# Fabian Gottlieb von der Osten-Sacken
Fabian Gottlieb von der Osten-Sacken, Fabian Wilhelmowicz Osten-Sacken, ros. Фабиан Вильгельмович Остен-Сакен (ur. 20 października 1752 w Rewlu, zm. 19 kwietnia 1837 w Kijowie) – rosyjski feldmarszałek, książę, wolnomularz.

## Życiorys
Urodził się w rodzinie, w której dziedziczono tytuł barona. Jego ojcem był Wilhelm-Ferdinand von der Osten-Sacken, wojskowy.
W armii pozostawał od 14 roku życia. Brał udział w wojnie Rosji z Turcją, tłumił konfederację barską, walczył też w wojnie turecko-rosyjskiej lat 1778-1792 i przeciw insurekcji kościuszkowskiej. W późniejszych latach walczył przeciw Francji, dostając się do niewoli (1799), w której pozostawał do 1801.
Został skazany przez sąd wojskowy na degradację po kłótni z przełożonym, ale car unieważnił wyrok ze względu na zapotrzebowanie na energicznych dowódców w okresie wojen z Napoleonem. Jego publiczna opinia po wyroku została zszargana i był uważany za kłótliwego i ciężkiego we współpracy.
W kampanii lat 1812-1814 zasłużył się zdobyciem Warszawy (wraz z Michaiłem Miłoradowiczem), twierdzy jasnogórskiej i udanymi operacjami przeciw armii Księstwa Warszawskiego. Po bitwie nad Kaczawą, w której udanie dowodził korpusem, został awansowany na stopień generała piechoty. Dowodził w bitwie pod Brienne. 19 marca 1814 został wyznaczony generał-gubernatorem Paryża.
22 sierpnia 1826 został awansowany do stopnia feldmarszałka. Za zasługi w tłumieniu powstania listopadowego otrzymał tytuł książęcy. Był odznaczony Orderem św. Andrzeja, Orderem św. Aleksandra Newskiego, Orderem św. Jerzego II i IV klasy, Orderem św. Anny I klasy, Orderem św. Włodzimierza I, II i IV klasy, pruskim Orderem Orła Czarnego i Orła Czerwonego, austriackim Orderem Marii Teresy i św. Stefana, francuskim Orderem św. Ludwika I klasy.
Zmarł w Kijowie i tam też został pochowany.